# Camaridium christobalense
Camaridium christobalense là một loài thực vật có hoa trong họ Lan. Loài này được (Rchb.f.) Hoehne mô tả khoa học đầu tiên năm 1947.